# Helen Coonan

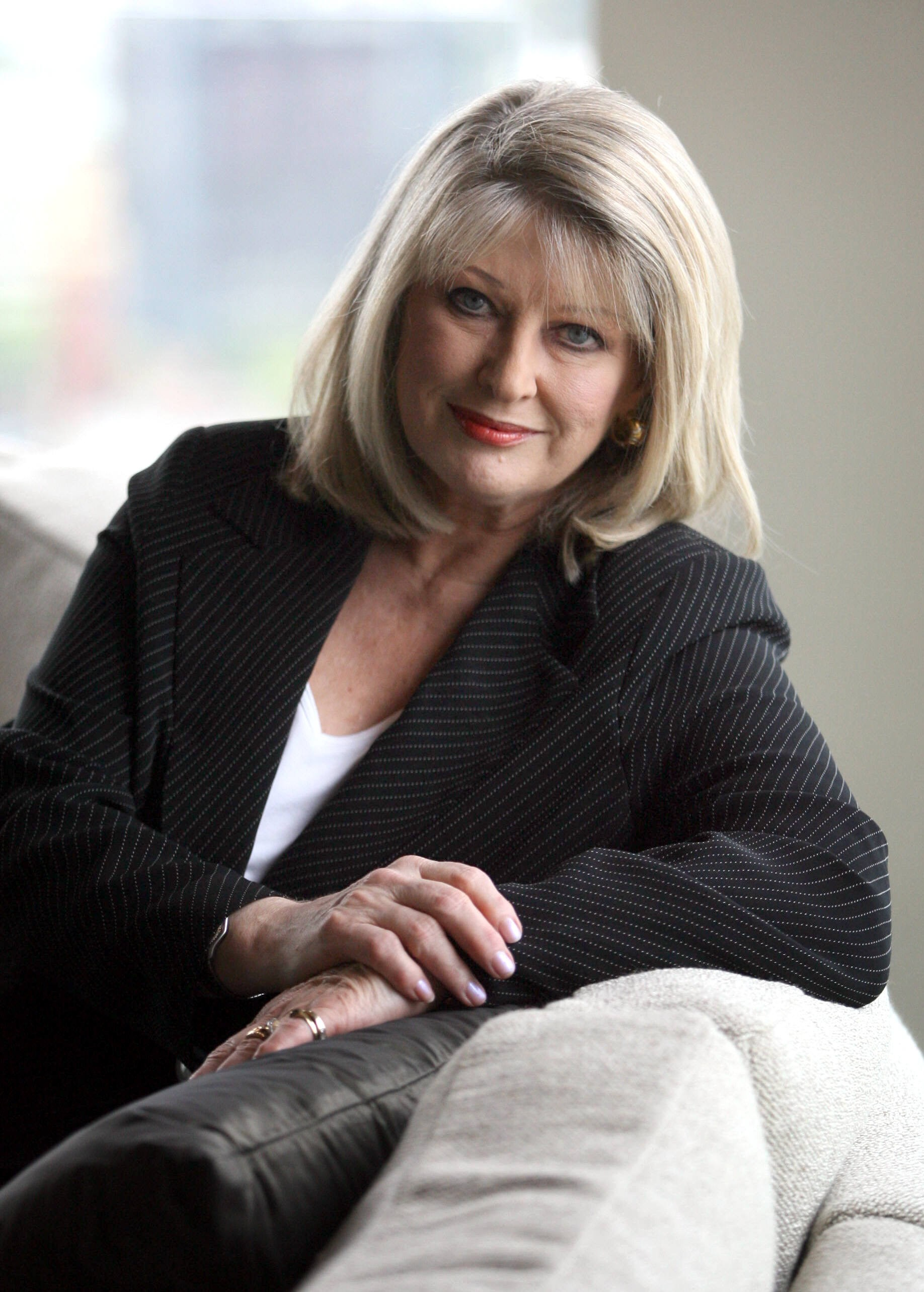
Helen Coonan

Helen Coonan (* 29. Oktober 1947 in Mangoplah, New South Wales) ist eine australische Politikerin.

## Leben
Nach ihrer Schulzeit studierte Coonan Rechtswissenschaften an der Universität Sydney. Danach war sie als Rechtsanwältin tätig. Coonan ist Mitglied der Liberal Party of Australia. Von 1996 bis 2011 gehörte sie dem Australischen Senat an. Von 2004 bis 2007 war Coonan Ministerin für Kommunikation, Informationstechnologie und Kultur.
Helen Coonan ist mit Andrew Rogers verheiratet und ist Katholikin.
| Personendaten    | Personendaten              |
| ---------------- | -------------------------- |
| NAME             | Coonan, Helen              |
| KURZBESCHREIBUNG | australische Politikerin   |
| GEBURTSDATUM     | 29. Oktober 1947           |
| GEBURTSORT       | Mangoplah, New South Wales |